# زبير واسطي
زبير واسطي (من مواليد 28 فبراير 1981 في وهران) هو لاعب كرة قدم جزائري دولي سابق.

## مهنة النادي
- 2000-2005 مولودية وهران
- 2005-2007 شباب بلوزداد
- 2007-2008 اتحاد عنابة
- 2008-2011 مولودية وهران
- 2011-2012 جمعية وهران
- 2012-2013. مولودية وهران
- 2013-2014. سريع غليزان
- 2014-2015. مولودية وهران

## تشريفات
- وصيف كأس العرب للأندية الأبطال مرة واحدة مع مولودية وهران عام 2001
- وصيف كأس الجزائر مرة واحدة مع مولودية وهران عام 2002
- لديه مشاركة وحيدة مع المنتخب الجزائري

## روابط خارجية
- زبير واسطي على موقع قاعدة بيانات كرة القدم.إي يو (الإنجليزية)
- زبير واسطي على موقع ناشيونال فوتبول تيمز (الإنجليزية)